# Kassoum Ouattara
Kassoum Ouattara (Parigi, 14 ottobre 2004) è un calciatore francese, difensore del Monaco.

## Carriera

### Club
Ouattara è cresciuto nel settore giovanile dell'Amiens dove il 7 luglio 2022 ha firmato il suo primo contratto professionistico. Ha debuttato in prima squadra il 20 agosto successivo nell'incontro di Ligue 2 perso 3-1 contro il Bastia.
Il 1º novembre 2023 è stato acquistato a titolo definitivo dal Monaco, con cui ha debuttato il 5 novembre, nella partita di campionato vinta 2-0 in casa contro il Brest, subentrando all’81’.

### Nazionale
Ha giocato nelle nazionali giovanili francesi Under-18, Under-19 ed Under-20.

## Statistiche

### Presenze e reti nei club
Statistiche aggiornate al 11 luglio 2024.
| Stagione        | Squadra         | Campionato      | Campionato | Campionato | Coppe nazionali | Coppe nazionali | Coppe nazionali | Coppe continentali | Coppe continentali | Coppe continentali | Altre coppe | Altre coppe | Altre coppe | Totale | Totale | Totale |
| Stagione        | Squadra         | Comp            | Pres       | Reti       | Comp            | Pres            | Reti            | Comp               | Pres               | Reti               | Comp        | Pres        | Reti        | Pres   | Reti   |        |
| --------------- | --------------- | --------------- | ---------- | ---------- | --------------- | --------------- | --------------- | ------------------ | ------------------ | ------------------ | ----------- | ----------- | ----------- | ------ | ------ | ------ |
| 2021-2022       | Amiens 2        | N3              | 13         | 1          | -               | -               | -               | -                  | -                  | -                  | -           | -           | -           | 13     | 1      |        |
| 2022-2023       | Amiens 2        | N3              | 9          | 0          | -               | -               | -               | -                  | -                  | -                  | -           | -           | -           | 9      | 0      |        |
| Totale Amiens 2 | Totale Amiens 2 | Totale Amiens 2 | 22         | 1          |                 | -               | -               |                    | -                  | -                  |             | -           | -           | 22     | 1      |        |
| 2021-2022       | Amiens          | L2              | 11         | 0          | CF              | 0               | 0               | -                  | -                  | -                  | -           | -           | -           | 11     | 0      |        |
| 2022-2023       | Amiens          | L2              | 10         | 0          | CF              | 1               | 0               | -                  | -                  | -                  | -           | -           | -           | 11     | 0      |        |
| Totale Amiens   | Totale Amiens   | Totale Amiens   | 21         | 0          |                 | 1               | 0               |                    | -                  | -                  |             | -           | -           | 22     | 0      |        |
| 2023-2024       | Monaco          | L1              | 14         | 1          | CF              | 3               | 0               | -                  | -                  | -                  | -           | -           | -           | 17     | 1      |        |
| Totale carriera | Totale carriera | Totale carriera | 57         | 2          |                 | 4               | 0               |                    | -                  | -                  |             | -           | -           | 61     | 2      |        |

### Cronologia Presenze con la Nazionale
| Cronologia completa delle presenze e delle reti in nazionale ― Francia under 20 | Cronologia completa delle presenze e delle reti in nazionale ― Francia under 20 | Cronologia completa delle presenze e delle reti in nazionale ― Francia under 20 | Cronologia completa delle presenze e delle reti in nazionale ― Francia under 20 | Cronologia completa delle presenze e delle reti in nazionale ― Francia under 20 | Cronologia completa delle presenze e delle reti in nazionale ― Francia under 20 | Cronologia completa delle presenze e delle reti in nazionale ― Francia under 20 | Cronologia completa delle presenze e delle reti in nazionale ― Francia under 20 |
| Data                                                                            | Città                                                                           | In casa                                                                         | Risultato                                                                       | Ospiti                                                                          | Competizione                                                                    | Reti                                                                            | Note                                                                            |
| ------------------------------------------------------------------------------- | ------------------------------------------------------------------------------- | ------------------------------------------------------------------------------- | ------------------------------------------------------------------------------- | ------------------------------------------------------------------------------- | ------------------------------------------------------------------------------- | ------------------------------------------------------------------------------- | ------------------------------------------------------------------------------- |
| 8-9-2023                                                                        | Søborg                                                                          | Danimarca under 20                                                              | 2 – 2                                                                           | Francia under 20                                                                | Amichevole                                                                      | -                                                                               | 58’ 77’                                                                         |
| 18-11-2023                                                                      | Tubize                                                                          | Belgio under 20                                                                 | 0 – 1                                                                           | Francia under 20                                                                | Amichevole                                                                      | -                                                                               | 75’                                                                             |
| 21-11-2023                                                                      | Tubize                                                                          | Belgio under 20                                                                 | 2 – 2                                                                           | Francia under 20                                                                | Amichevole                                                                      | 1                                                                               | 68’                                                                             |
| 3-6-2024                                                                        | Salon-de-Provence                                                               | Francia under 20                                                                | 0 – 2                                                                           | Costa d'Avorio under 20                                                         | Amichevole                                                                      | -                                                                               |                                                                                 |
| 7-6-2024                                                                        | Salon-de-Provence                                                               | Francia under 20                                                                | 1 – 0                                                                           | Corea del Sud under 21                                                          | Amichevole                                                                      | -                                                                               | 83’                                                                             |
| 16-6-2024                                                                       | Salon-de-Provence                                                               | Italia under 20                                                                 | 1 – 0                                                                           | Francia under 20                                                                | Amichevole                                                                      | -                                                                               | 77’                                                                             |
| Totale                                                                          |                                                                                 | Presenze                                                                        | 6                                                                               |                                                                                 | Reti                                                                            | 1                                                                               |                                                                                 |

| Cronologia completa delle presenze e delle reti in nazionale ― Francia under 19 | Cronologia completa delle presenze e delle reti in nazionale ― Francia under 19 | Cronologia completa delle presenze e delle reti in nazionale ― Francia under 19 | Cronologia completa delle presenze e delle reti in nazionale ― Francia under 19 | Cronologia completa delle presenze e delle reti in nazionale ― Francia under 19 | Cronologia completa delle presenze e delle reti in nazionale ― Francia under 19 | Cronologia completa delle presenze e delle reti in nazionale ― Francia under 19 | Cronologia completa delle presenze e delle reti in nazionale ― Francia under 19 |
| Data                                                                            | Città                                                                           | In casa                                                                         | Risultato                                                                       | Ospiti                                                                          | Competizione                                                                    | Reti                                                                            | Note                                                                            |
| ------------------------------------------------------------------------------- | ------------------------------------------------------------------------------- | ------------------------------------------------------------------------------- | ------------------------------------------------------------------------------- | ------------------------------------------------------------------------------- | ------------------------------------------------------------------------------- | ------------------------------------------------------------------------------- | ------------------------------------------------------------------------------- |
| 22-3-2023                                                                       | Orléans                                                                         | Francia under 19                                                                | 1 – 0                                                                           | Irlanda del Nord under 19                                                       | Qual. Europeo Under-19 2023                                                     | -                                                                               |                                                                                 |
| 25-3-2023                                                                       | Orléans                                                                         | Francia under 19                                                                | 1 – 2                                                                           | Norvegia under 19                                                               | Qual. Europeo Under-19 2023                                                     | -                                                                               | 76’                                                                             |
| 28-3-2023                                                                       | Orléans                                                                         | Romania under 19                                                                | 2 – 4                                                                           | Francia under 19                                                                | Qual. Europeo Under-19 2023                                                     | -                                                                               | 90’                                                                             |
| Totale                                                                          |                                                                                 | Presenze                                                                        | 3                                                                               |                                                                                 | Reti                                                                            | 0                                                                               |                                                                                 |

| Cronologia completa delle presenze e delle reti in nazionale ― Francia under 18 | Cronologia completa delle presenze e delle reti in nazionale ― Francia under 18 | Cronologia completa delle presenze e delle reti in nazionale ― Francia under 18 | Cronologia completa delle presenze e delle reti in nazionale ― Francia under 18 | Cronologia completa delle presenze e delle reti in nazionale ― Francia under 18 | Cronologia completa delle presenze e delle reti in nazionale ― Francia under 18 | Cronologia completa delle presenze e delle reti in nazionale ― Francia under 18 | Cronologia completa delle presenze e delle reti in nazionale ― Francia under 18 |
| Data                                                                            | Città                                                                           | In casa                                                                         | Risultato                                                                       | Ospiti                                                                          | Competizione                                                                    | Reti                                                                            | Note                                                                            |
| ------------------------------------------------------------------------------- | ------------------------------------------------------------------------------- | ------------------------------------------------------------------------------- | ------------------------------------------------------------------------------- | ------------------------------------------------------------------------------- | ------------------------------------------------------------------------------- | ------------------------------------------------------------------------------- | ------------------------------------------------------------------------------- |
| 24-3-2022                                                                       | Stoccarda                                                                       | Germania under 18                                                               | 1 – 1                                                                           | Francia under 18                                                                | Amichevole                                                                      | -                                                                               | 90’                                                                             |
| 26-3-2022                                                                       | Freiberg am Neckar                                                              | Francia under 18                                                                | 2 – 1                                                                           | Paesi Bassi under 18                                                            | Amichevole                                                                      | -                                                                               | 70’                                                                             |
| Totale                                                                          |                                                                                 | Presenze                                                                        | 2                                                                               |                                                                                 | Reti                                                                            | 0                                                                               |                                                                                 |